# مینس
مینوس سومین پزشک از پزشکان بزرگ یونان قدیم است. مدت زندگی وی ۸۴ سال بوده‌است.